# سکوت (فیلم ۲۰۱۹)
سکوت (به انگلیسی: The Silence) یک فیلم ترسناک آلمانی به کارگردانی جان آر. لئونتی است که در سال ۲۰۱۹ توسط نت‌فلیکس منتشر شد. از بازیگران این فیلم می‌توان به کرنان شیپکا، استنلی توچی، میراندا اتو و جان کوربت شاره کرد.
نت‌فلیکس این فیلم را در تاریخ ۱۰ آوریل ۲۰۱۹ منتشر کرد.

## خلاصهٔ داستان
داستان یک خانواده در تلاش برای زنده‌ماندن در جهان وحشت‌زده از گونه‌های باستانی و مرگبار است که چندین دهه در تاریکی زمین در یک غار زیرزمینی گسترده پرورش یافته‌اند، و تنها با شنوایی حساس خود، طعمه را شکار می‌کنند و همهٔ مردم برای دوری از این موجودات و زنده‌ماندن، مجبور هستند که صدایی ایجاد نکنند، صحبت نکنند و آنقدر آهسته جابجا شوند که این موجودات متوجه حضورشان نشوند.